# Шубаркайин
Шубаркайи́н (каз. Шұбарқайың) — село у складі Самарського району Східноказахстанської області Казахстану. Входить до складу Самарського сільського округу.
Населення — 167 осіб (2021; 218 у 2009, 355 у 1999, 339 у 1989).
Національний склад станом на 1989 рік:
- казахи — 63 %
- росіяни — 31 %

До 2017 року село називалось Пантелеймоновка.